# Slate Truck
Slate Truck — двухдверный электромобиль-пикап, представленный 24 апреля 2025 года американской компанией Slate Auto.

## Описание
Slate Truck — электрический пикап, созданный для простоты и спроектированный так, чтобы его можно было настраивать. Стартовая цена составляет менее 28 000 долларов. Продажи намечены на 4 квартал 2026 года.
Все модели Slate Truck выпускаются в кузове пикап. Ожидается, что клиентам будут предлагать аксессуары для переоборудования автомобиля в 3-дверный, 5-местный внедорожник с традиционной квадратной крышей или крышей фастбэка.
Базовая конфигурация Slate Truck, называемая «Blank Slate», не включает в себя информационно-развлекательную систему, динамики или электрические стеклоподъёмники. Агрегаты поставляются с одинаковым неокрашенным серым полипропиленовым кузовом и виниловыми оболочками в качестве единственного предлагаемого способа изменения цвета кузова. Стандартная функция — крепление для телефона, опциональная — крепление для планшета. Конфигурация Blank Slate имеет тканевые подлокотники и физический климат-контроль. Компания планирует предложить большое количество аксессуаров для профессиональной или самостоятельной установки.
В отличие от большинства автомобилей, продаваемых в США, Slate Truck может не иметь подключения к Интернету. Вместо этого клиенты могут использовать свои собственные мобильные устройства для потоковой передачи звука, навигации и беспроводных обновлений.

## Технические характеристики
Slate Truck оснащается электродвигателем мощностью 150 кВт (201 л. с.) и крутящим моментом 264 Н⋅м. Ёмкость аккумулятора варьируется от 53 до 84 кВт⋅ч, а запас хода — от 240 до 390 км.